# 吉他定弦

标准吉他定弦的音域范围

吉他定弦，指的是为吉他空弦赋予的音高，用西方音乐中的音名来表示。音符习惯上从低到高排列。
“吉他定弦”一词也指为吉他调音的过程，这在吉他的说明手册中常有提及。
标准定弦中，各弦的音高从低到高分别为 E、A、D、G、B、E。多数人采用标准定弦。另有一些常用定弦法，也可看作标准定弦的变体。
除标准定弦外，所有定弦都叫做“非标准定弦”或“特殊定弦”。有些定弦法仅为个别音乐家用于特定歌曲，可能以曲名命名。这样的定弦法有数百种，但通常只是对已有定弦的小改动。奉行同一音乐传统的吉他演奏家群体，会采用相同或相近的定弦法。
数百种非标准定弦，可细分为若干类：“开放”定弦（有大调和小调的）、“调式”定弦、“降音”定弦、“模仿”定弦（借用其他弦乐器的定弦法）和“规则”定弦。调式、降音等定弦在补充的吉他定弦列表中有详述。

## 标准定弦及其变体

### 标准定弦
标准定弦是六弦吉他最常用的定弦法。若无变格定弦的具体说明，则标准定弦是默认的。它包括以下音符:
E2-A2-D3-G3-B3-E4.
字母表示音名，数字表示所在八度。这种体系称为科学记谱法。这种记谱法为每一个音高也同时指定了频率：
| 弦    | 频率      | 科学记谱法音高 |
| ----- | --------- | -------------- |
| 1 (E) | 329.63 Hz | E4             |
| 2 (B) | 246.94 Hz | B3             |
| 3 (G) | 196.00 Hz | G3             |
| 4 (D) | 146.83 Hz | D3             |
| 5 (A) | 110.00 Hz | A2             |
| 6 (E) | 82.41 Hz  | E2             |

欧洲某些地区采用字母H表示还原B的德国记谱体系：其中H代表B♮（即还原B），而B则代表B♭（降B）。吉他是一种移调乐器，记谱比实际发音高一个八度，以减少谱面上下加线的使用，便于读谱。
第五弦（A2）应调到110Hz，恰好在乐队标准参考音A440（440 Hz）下方两个八度。用音叉或电子调音器可以调校好第五弦，其余各弦以之为基准用耳听调整。另外高音E音叉（329.63 Hz）也是常见的。
传统上吉他是平均律乐器，各品按对数距离设置，使弦发出平均律的音高。而演奏者常常按纯律定弦，用耳朵去听两弦之间的差频，使其达到最弱，这样空弦的音程更加和谐。但纯律与平均律之间有差异。纯律定弦的吉他，空弦形成的和弦更加谐和。
标准定弦下，指法（左手运动）较为简单，便于演奏标准音阶和各大小调的和弦。第一（e'）、二弦（b）之间，以及三（g）、四（d）、五（A）、六（E）弦之间都相距五个半音（纯四度），使得半音阶可以用左手的四根手指在前四品上演奏（食指在第一品，小指在第四品，等等），否则手指就要伸展至第五品。
第二弦（b）和第三弦（g）的空弦音相距四个半音（大三度）。这种大三度与四度交替的定弦来源于维奥尔琴。另一方面，三四度的不规则出现打破了音阶和和弦的指法一致性，演奏者必须为同一和弦记忆多种手型。而规则定弦，包括大三度定弦和全四度定弦中，相邻各弦间的音程相等，简化了音阶与和弦的指法。
|          | 0    | I             | II            | III             | IV            |
|          | 空弦 | 第1品（食指） | 第2品（中指） | 第3品（无名指） | 第4品（小指） |
| -------- | ---- | ------------- | ------------- | --------------- | ------------- |
| 第6弦    | E    | F             | F♯/G♭         | G               | G♯/A♭         |
| 第5弦    | A    | A♯/B♭         | B             | C               | C♯/D♭         |
| 第4弦    | D    | D♯/E♭         | E             | F               | F♯/G♭         |
| 第3弦    | G    | G♯/A♭         | A             | A♯/B♭           | B             |
| 第2弦    | B    | C             | C♯/D♭         | D               | D♯/E♭         |
| 第1弦    | E    | F             | F♯/G♭         | G               | G♯/A♭         |
| 半音进行 |      |               |               |                 |               |

### 非标准定弦
非标准定弦指除标准定弦外的所有定弦法，这使得和弦音响、指法均有不同。特殊定弦改变了常用和弦的指法，使不常用和弦的指法简化，也可能使常用和弦的演奏困难。
有些定弦法仅为个别音乐家用于特定歌曲，并以歌曲的名字命名。这样的定弦法有数百种，多是以其他非标准定弦稍加变化而成。一些定弦法也通常为特定的音乐家群体采用，如美国乡村音乐或凯尔特音乐。
、“假借”定弦（模仿其他弦乐器的定弦法）和“规则”定弦
这数百种定弦法可细分为以下几类：降音定弦、开放定弦、大调、小调（交错）定弦、调式定弦、模仿定弦（借用其他弦乐器的定弦法），以及其他（特殊）定弦。

#### 琴弦的规格
适于标准定弦的普通吉他弦可能难以或根本无法用于非标准定弦。用传统吉他弦，较高的音可能使弦张力过大，消耗手指的力量，造成疲劳，甚至使弦断裂或吉他损坏。而音高过低的定弦会使琴弦过于松弛造成打品杂音。因此定弦要选择规格合适的琴弦。

## 降音定弦
降音定弦一般是在标准定弦的基础上降低一根或两根（罕见）琴弦的音高，往往是最低音（E），偶尔也可能是A弦。例如降D定弦在古典吉他和重金属音乐中都极为常见，是将低音的E弦下调一个全音至D，其余琴弦保持标准定弦不变。

## 开放定弦

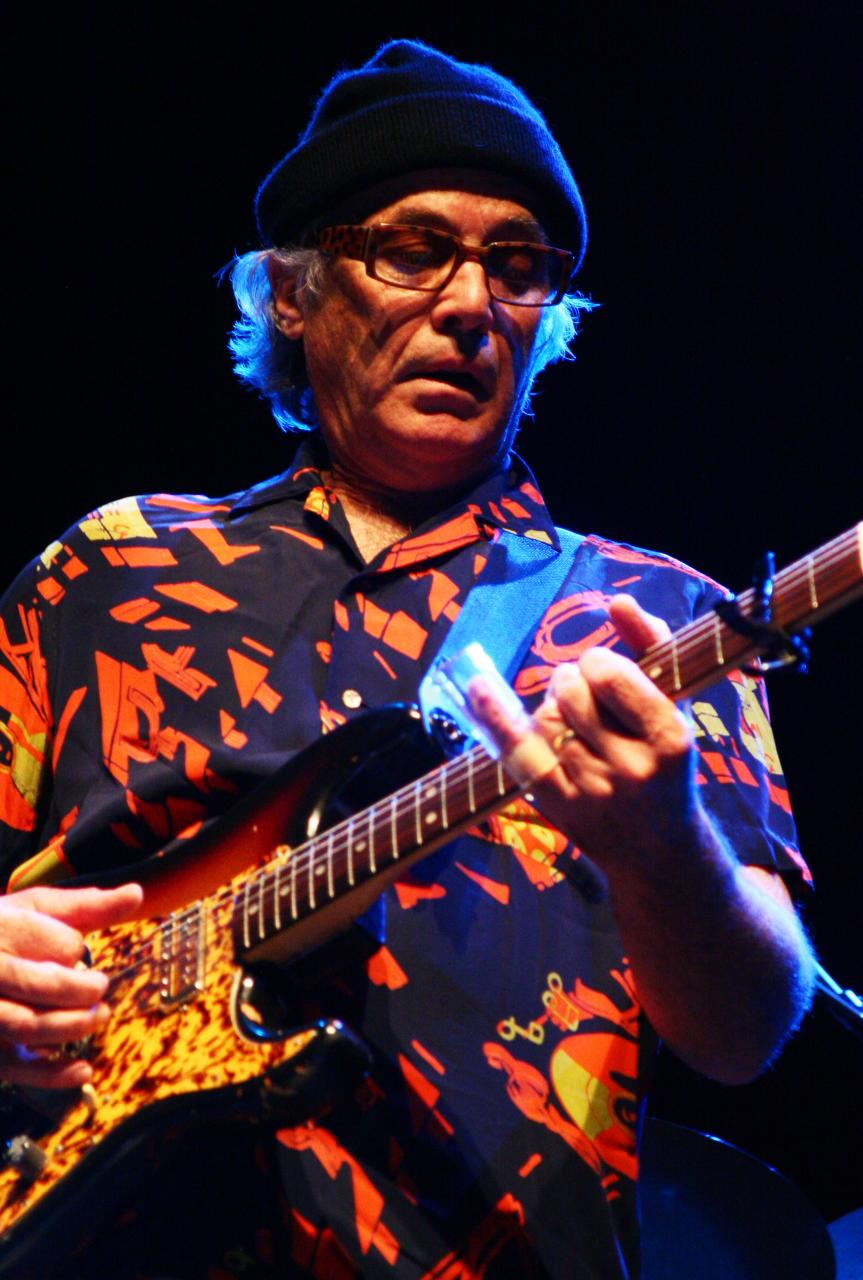
莱·库德以开放定弦演奏滑音吉他

开放定弦，即扫过空弦可以奏出一个和弦的定弦，这可以是某个和弦或某种调式。和弦的开放定弦中，该和弦必须包含至少三个不同的音高级，但可以不必用到所有的弦。这种定弦以该和弦命名；一般是用大调和弦。类似的和弦只需在某一品上横按便可演奏。开放定弦在布鲁斯和民间音乐中很普遍，也常用在滑音吉他和夏威夷吉他，以及夏威夷的slack key音乐中。莱·库德在演奏滑音吉他时就使用开放定弦。
现代音乐使用十二平均律，可便于在各个调上演奏乐曲；而纯律只适合某几个调，其他调中则多少显得“走调”。
与泛音音列中的“纯”三度相比，平均律的大三度要多出14个音分，这是可以察觉的——而小三度则偏小了更加可怕的16个音分（一个音分是一个半音的百分之一音程）。所以，D大三和弦的三音（F#）和D小三和弦的三音（F），若分别乡下和向上偏移一些，则会听上去好很多/更悦耳。不幸的是，在标准定弦——以及大多数其他定弦中——做如此调整是不能接受的，因为个别地调整某根弦上的音是不可能的：调整某弦的音高会影响到其下方所有的音高，而其中可能就有其他和弦的I、IV、V级音。既然在平均律中这些音并没有走音（或只是轻微走音），那么在某一和弦中“改善”其三音的音高会使其他和弦严重走音。而“开放定弦”（空弦自然形成简单和弦）则是一个例外。戴滑管演奏（像三角洲蓝调那样）或横按指法，又或者其他一些指法（基斯·理查兹），只是顺琴颈上下移动的情况下……和弦的三音可以多少调得更“纯”一点，就像神圣的泛音列那样，在G调开放定弦（G-G-D-G-B-D）中，G大三和弦的三音（B）在二弦上。如果横按或用滑管弹奏第五品上的IV级（C）和弦，三音（E）仍在二弦上……V级、降VII级和高八度的和弦也是如此。只要不大肆引入其他和弦指法，二弦的定音就不会出任何问题。用滑管演奏时，这样多少就有了保障。——沃伦·艾伦

开放定弦比非开放定弦对某些特定和弦上的音准更佳，因为空弦可以使用纯律调律，弥补了平均律中三音的“误差”。例如，G调开放定弦G-G-D-G-B-D中，（G，B）音程为大三度，此二弦上的所有音符对无疑都是大三度；类似地，空弦的小三度（B，D）也可推导出B、D两弦在所有品位上的小三度。平均律与纯律在大三度上偏差最大：
逊尼·兰瑞斯、基思·理查兹及吉他G调开放定弦的大师们通常将二弦稍稍下调一点，以便大三度符合泛音列。这样的调整消除了不和谐音，也让那些一根手指横按的大调和弦焕发活力。
重复式的开放定弦用于两种非西班牙式的古典吉他。对于英式吉他，空弦和弦是C大三和弦（C-E-G-C-E-G）；而七弦的俄罗斯吉他则是G大三和弦（G-B-D-G-B-D-G）。平均起来，这些混合了纯四度和小三度的定弦其实是大三度规则定弦。这种平均的大三度定弦是惯用的开放定弦，但真正的大三度定弦并非传统，因为空弦和弦是增三和弦。
空弦形成小调和弦的开放定弦又称作交错定弦。

## An approximation: 鏡之國吉他 - EBGDAE
所謂的「鏡之國吉他」是一種與完全5度音程類似的系統。由中野圭所構想，並由2015年開始演奏。
這種新型的系統，除了吉他以外也適用於所有的弦樂器所使用，猶如鏡子反映般的音程間隔。
至今為止被考慮過的各種方案的特殊調音也適用於此系統使用。
能夠設定為佔大多數的右撇子吉他以外、當然也能夠設定為左撇子所使用。

### 大调定弦
大调的开放定弦即空弦为大调和弦的定弦。
|       | 大三和弦  | 重复式          | 泛音式         | 其他 （常用的） |
| ----- | --------- | --------------- | -------------- | --------------- |
| 开放A | (A,C♯,E)  | A-C♯-E-A-C♯-E   | A-A-E-A-C♯-E   | E-A-C♯-E-A-E    |
| 开放B | (B,D♯,F♯) | B-D♯-F♯-B-D♯-F♯ | B-B-F♯-B-D♯-F♯ | B-F♯-B-F♯-B-D♯  |
| 开放C | (C,E,G)   | C-E-G-C-E-G     | C-C-G-C-E-G    | C-G-C-G-C-E     |
| 开放D | (D,F♯,A)  | D-F♯-A-D-F♯-A   | D-D-A-D-F♯-A   | D-A-D-F♯-A-D    |
| 开放E | (E,G♯,B)  | E-G♯-B-E-G♯-B   | E-E-B-E-G♯-B   | E-B-E-G♯-B-E    |
| 开放F | (F,A,C)   | F-A-C-F-A-C     | F-F-C-F-A-C    | C-F-C-F-A-F     |
| 开放G | (G,B,D)   | G-B-D-G-B-D     | G-G-D-G-B-D    | D-G-D-G-B-D     |

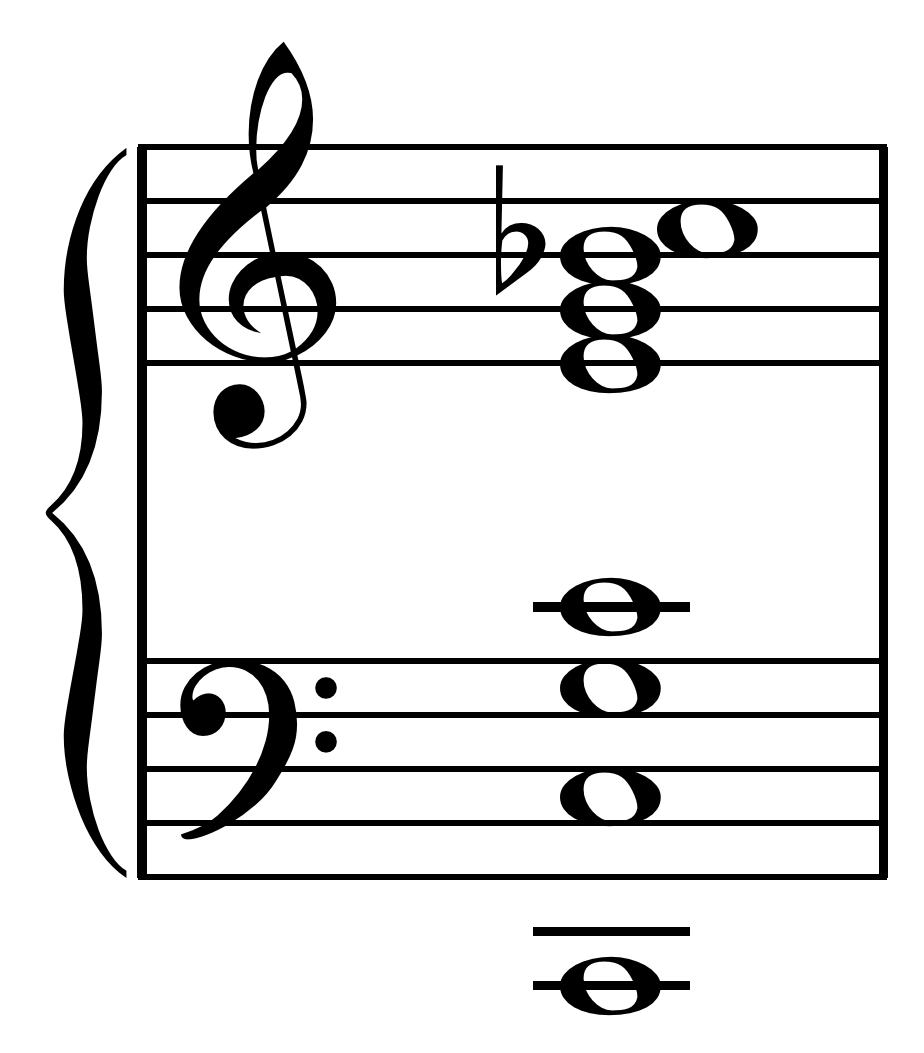
C音的前8个泛音（C，C，G，C，E，G，B♭，C）

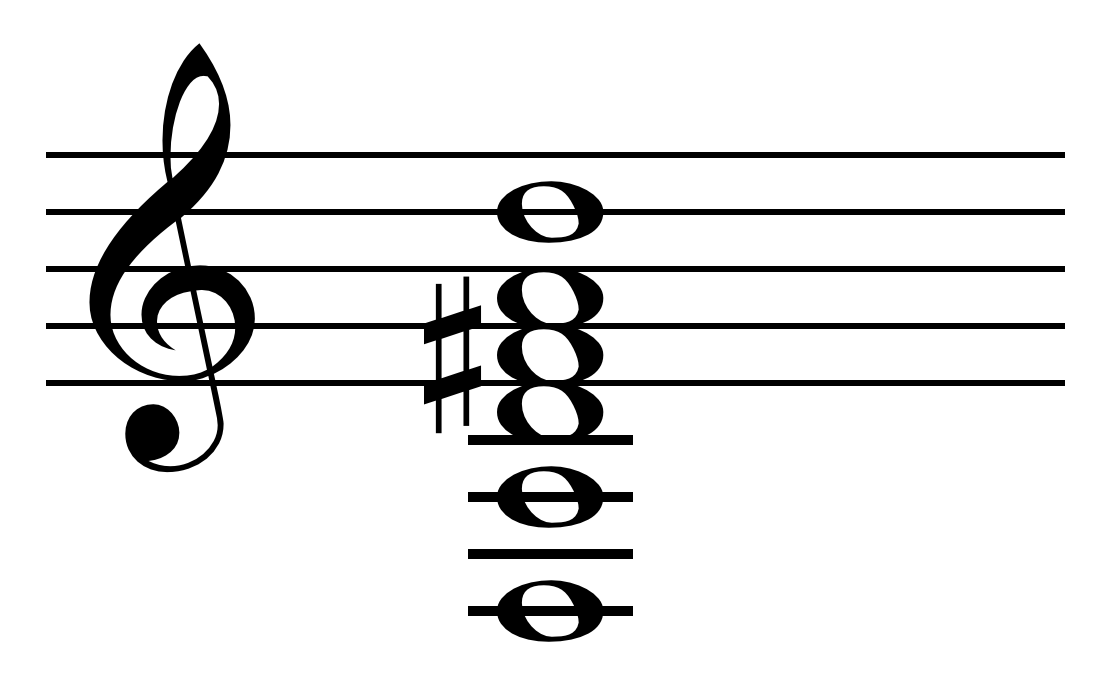
D调开放定弦

开放定弦常把最低音定为C、D或E，最高音定为D或E；由于弦被调紧，为避免弦断，可将E音下调至D或C。最常见的开放定弦有如下模式：
R-5-R-5-R-3（开放C），
R-5-R-3-5-R（开放D和开放E），
5-R-5-R-3-5（开放G）；
其中R、3、5分别代表大三和弦的根音、三音和五音。这些定弦中根音和五音都重复出现两到三次，三音出现一次。在重复式的开放定弦中，空弦的大三和弦的三音重复出现；在不重复的开放定弦中，三音不重复。七和弦在演奏时常省略最高的五音；当和弦中省略了五音或其他音时，三音就被保持。

#### D调开放定弦
D调开放定弦D-A-D-F♯-A-D，又名“维斯托波尔”定弦，是欧美吉他手在非标准定弦中最常用的开放定弦，有录音的例子数不胜数，包括琼妮·米歇尔（《大黄出租车》）、布鲁斯·考克伯恩（《Sunwheel Dance》）、利奥·葛柯（多首滑奏的曲调）、约翰·法伊（多首）等。著名的欧曼兄弟乐团的无人声作品《小玛莎》用了升高半音的D调开放定弦，即降E调开放定弦。

#### C调开放定弦
英式吉他采用重复式C调开放定弦（空弦音C-E-G-C-E-G），近似于大三度定弦。C-G-C-G-C-E定弦被威廉·阿克曼用于《Townsend Shuffle》，约翰·法伊用于向密西西比约翰·赫特致敬。
C-C-G-C-E-G定弦是C音泛音列的一部分。当弹奏空弦C音时整个泛音列都会响起（C，C，G，C，E，G，B♭，C）。米克·拉尔夫斯修改了这种泛音列，将高音G换成了高音C，用于他的《坏伙伴》专辑中的《Can't Get Enough》。拉尔夫斯说，“只有空弦的C才能奏出那种泛音效果，标准定弦从来就无法达到那种效果。”

#### G调开放定弦
米克·拉尔夫斯的C调开放定弦原本是G调开放定弦，包含了G音的前六个泛音，G-G-D-G-B-D。拉尔夫斯在《嘿嘿》和创作《Can't Get Enough》小样时用了这种定弦。
G调开放定弦G-G-D-G-B-D被琼妮·米歇尔用于《电》《为了玫瑰》和《猎人（伟大的撒玛利亚人）》。基思·理查兹在他的五弦吉他上将此定弦截短为G-D-G-B-D，在演奏滚石乐队的《Honky Tonk Woman》《Brown Sugar》和《Start Me Up》中使用。
俄式吉他的G调开放定弦为D-G-B-D-G-B-D，几乎只由大小三度构成。

### 小调（交错）定弦
交错定弦包含一个小三度，所以空弦形成一个小三和弦。在小三度弦上按高一品，就变为大三和弦，这样只用一根手指就能弹奏大三和弦。相比之下，在大调开放定弦上演奏小调和弦则困难得多。
布卡·怀特和斯基普·詹姆斯使用E小调交错定弦。

### 其他开放定弦
有些演奏者选择用更复杂的和弦作为开放定弦，这样空弦表现的音程更丰富。C6、E6、E7、E6/9等定弦法在夏威夷吉他和乡村吉他手当中很常见，亦有时被瓶颈吉他演奏者在普通吉他模仿这些风格时使用。普通的C6定弦，即C-E-G-A-C-E，包含了空弦的大小三度、大小六度、五度和八度。而一般大小调的开放定弦仅含有八度、五度、或大小三六度之一。汉克·威廉姆斯乐队的唐·亥尔姆斯喜欢用C6定弦；slack-key演奏家亨利·卡雷阿罗哈·艾伦采用改动的C6/7定弦（低音为降B的C6定弦）；哈蒙·戴维斯喜欢E7定弦；而大卫·吉尔摩用过G6定弦。

### 调式定弦
调式定弦的空弦音不能形成三度叠置和弦（即，大调或小调及其变体）。各弦的音高可以仅呈现一种音程（全四度、全五度，等）或形成一种非三度和弦（未解决的挂和弦，如E-A-B-E-A-E）。调式定弦可以在所有弦上只用一个或两个音级（如有的重金属吉他手把弦定为非E即B的音高，方便弹奏“强力和弦”，模糊大小调性）。

## 规则定弦
Template:Infobox Regular tuning

标准定弦中，大三度在纯四度的背景中凸显。而在规则定弦中所有弦之间有相同的音程。

标准定弦中，二三弦之间恰有一个三度，而其他音程都是四度。这样的不规则性让演奏者付出代价。E-A-D-G-B-E的标准定弦使得和弦不能再指板上移位，导致大三和弦有四种手型。和弦的根音在三、四、五、六弦上分别有不同的形状。
而规则定弦在各弦之间具有相等的音程， 所以整个指板上和弦手型都一样。这样移植和弦更容易。规则定弦的和弦可以在指板上斜向移动，若是重复型的规则定弦，斜向移动尤其容易。这时和弦甚至可以横向移动：三度定弦中和弦可以前后移动三根弦的位置，增四度定弦的和弦可以前后移动两弦。这对新手和爵士吉他手很有吸引力，因为规则的音程简化了即兴演奏。
另一方面，规则定弦比标准定弦在五六弦上更难演奏空弦和弦（“牛仔和弦”）。吉他教程中都使用标准定弦。传统上教材都以第一把位开始，即左手在1-4品上。初学者首先学习的都是C、G和D大调上的空弦和弦。主要使用这三个大调及它们的关系小调（Am、Em、Bm）演奏空弦和弦的吉他手更喜欢标准定弦而不是规则定弦。另一方面，小三度定弦容易弹奏带有重复音的横按和弦，受原声吉他手和初学者喜爱。

### 大三度和纯四度定弦
标准定弦在纯四度中加入了一个大三度。在某些场合，如爵士乐中，常采用大三度或纯四度的规则定弦。
全四度定弦E-A-d-g-c'-f'保留了标准定弦的较低四弦，而将大三度变为纯四度。爵士音乐家斯坦利·乔丹称全四度定弦“简化了指板，使其有了逻辑性”。
大三度定弦（M3定弦）在每弦之间的音程为大三度，例如
E-G♯-c-e-g♯-c'。
不同于全四度和全五度定弦，M3定弦在三根弦的范围内重复了八度，大大简化了和弦的学习和即兴演奏。这种重复型给演奏者的指法提供了无限可能。六弦吉他使用大三度定弦，音域比标准定弦窄；而七弦吉他，大三度定弦则涵盖了标准定弦六弦的音域。
大三度定弦比其他定弦更少需要手指的伸展，因为M3定弦在四个连续品位上就包含了整个八度的十二个音。它使得两三根手指在两个连续品位上就可以弹奏大、小调和弦。
和弦转位在大三度定弦中尤其简单，只需把其中一两个音符移高三根弦即可，升高的音符仍由原来的手指按弦。相比之下，标准定弦和全四度定弦的三和弦转为则需要三根手指在四个品的范围上伸展；尤其在标准定弦中，转位的手型要由大三度的位置决定。

### 全五度定弦和“新标准定弦”
C-G-d-a-e'-b'

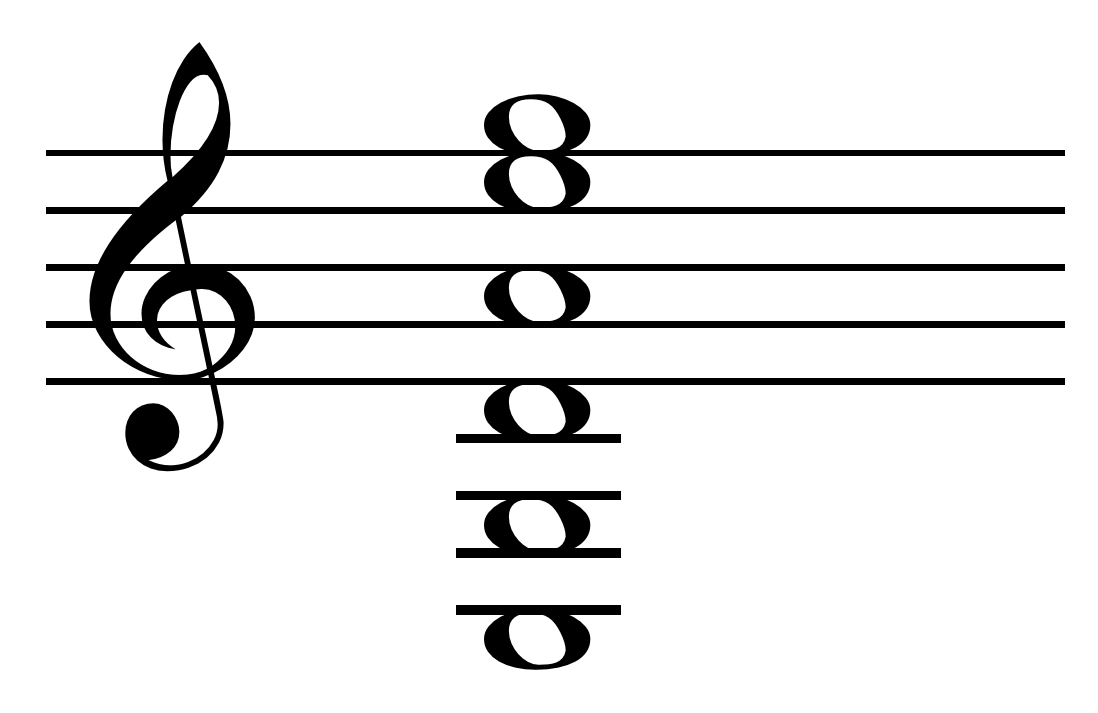
新标准定弦

全五度定弦类似于曼陀林或小提琴的定弦，音域很广，尼龙弦无法实现，传统钢弦也很难实现。高音b弦张力很大，传统的琴弦极易断裂。爵士吉他手卡尔·克雷斯使用全五度定弦。
King Crimson乐队的罗伯特·弗里普发明了一种近似于全五度定弦的“新标准定弦”，其中高音b'被换成了高音g'。他使用“四、五、八度的纯音程”构建和弦，避免三度，尤其是在平均律中刺耳的大三度。将传统的和弦移植到基于五度的新标准定弦是具有挑战性的。一些音符密集的爵士乐和弦在新标准定弦和全五度定弦中是无法演奏的。

## 模仿定弦
这是一种部分或全部琴弦调到其他弦乐器的音高，如琉特琴、班卓、西特琴、曼陀林等，以模仿其发音的定弦法。有些和其他类型的定弦重叠，尤其是开放和调式类定弦。

## 特殊定弦
不屬於以上類别的定弦歸於此類，例如（但不限於）：僅用於特定樂曲的定弦，非西方音樂的音程和調式，微音程和宏音程。   

## 延伸阅读
- Anonymous. . Acoustic Guitar Magazine's private lessons. String Letter Publishing. Hal Leonard Publishing Corporation. 2000  [2015-05-06]. ISBN 978-1-890490-24-9. LCCN 2001547503. （原始内容存档于2016-11-30）.
- Hanson, Mark. . Accent on Music. 1995  [2015-05-06]. ISBN 978-0-936799-13-1. （原始内容存档于2016-11-30）.
- Hanson, Mark. . Accent on Music. 1997  [2015-05-06]. ISBN 978-0-936799-14-8. （原始内容存档于2016-12-01）.
- Heines, Danny. . Hal Leonard. 2007  [2015-05-06]. ISBN 978-0-634-06569-9. （原始内容存档于2016-11-30）.
- Johnson, Chad. . Hal Leonard. 2002  [2015-05-06]. ISBN 978-0-634-03857-0. LCCN 2005561612. （原始内容存档于2016-12-03）.
- Maloof, Richard. . Cherry Lane Music Company. 2007  [2015-05-06]. ISBN 978-1-57560-578-4. LCCN 2008560110. （原始内容存档于2016-11-30）.
- Shark, Mark. . Hal Leonard Corporation. 2008  [2015-05-06]. ISBN 978-1-4234-3087-2. （原始内容存档于2016-12-06）.